# Raumfahrt der Volksrepublik China

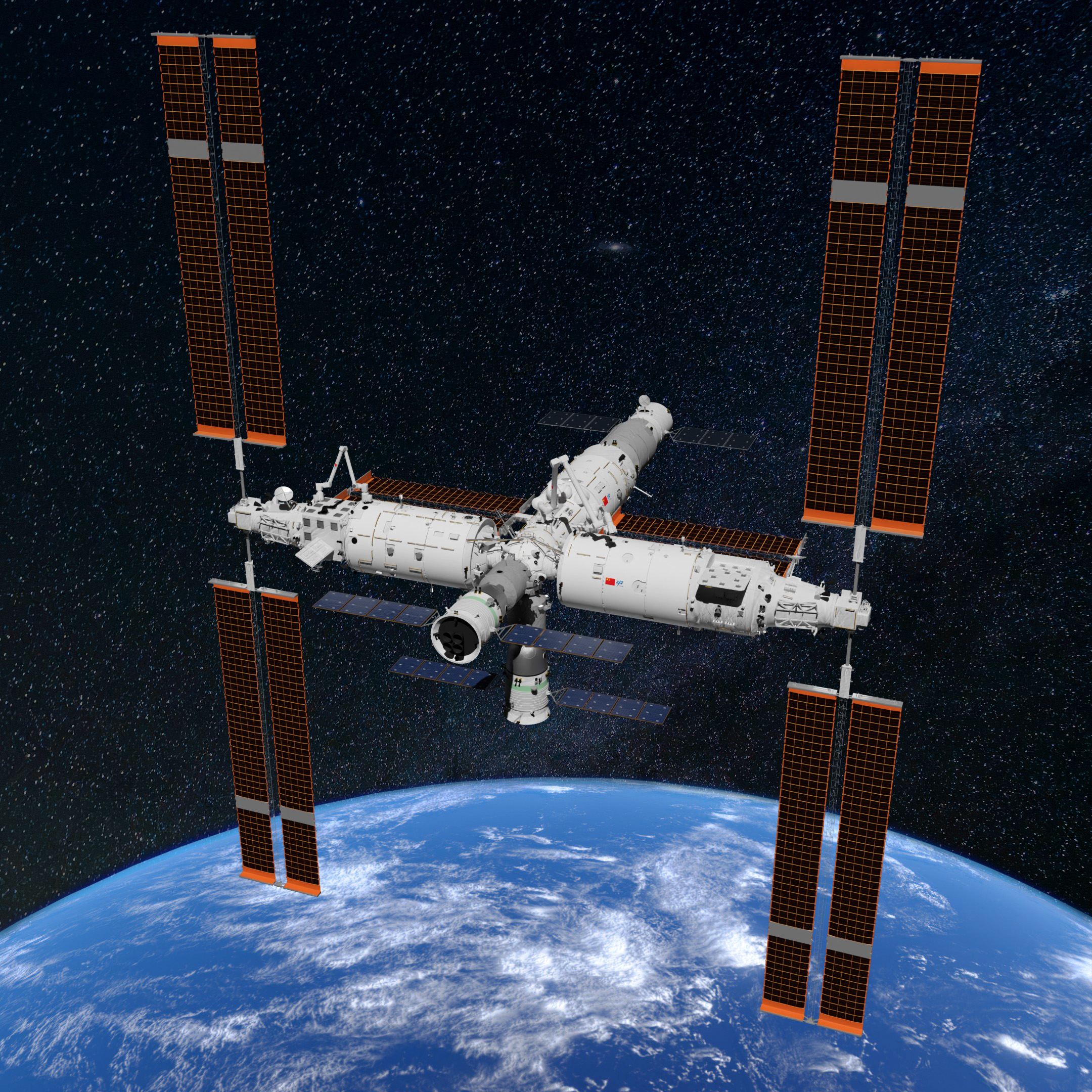
Künstlerische Darstellung der Chinesischen Raumstation

Die Raumfahrt der Volksrepublik China begann 1956 mit der Gründung eines militärischen Forschungsinstituts, das sich über zahlreiche Zwischenschritte zur staatlichen China Aerospace Science and Technology Corporation entwickelte. Für die organisatorischen Aspekte der unbemannten Raumfahrt wurde 1993 die Nationale Raumfahrtbehörde Chinas (CNSA) gegründet, für die bemannte Raumfahrt ist bereits seit 1992 das Büro für bemannte Raumfahrt (CMSA) zuständig. Die Regulierung der privaten Raumfahrt erfolgt durch die Nationale Behörde für Wissenschaft, Technik und Industrie in der Landesverteidigung.

## Geschichte der chinesischen Raumfahrt

### Trägerraketen

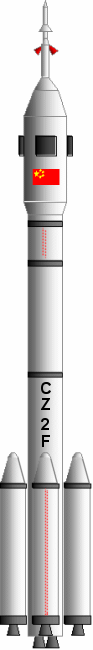
Zeichnung einer CZ-2F-Rakete (Langer Marsch)

Als Geburtsstunde der chinesischen Raumfahrt gilt der 8. Oktober 1956. An diesem Tag wurde das „5. Forschungsinstitut des Verteidigungsministeriums“ gegründet, wo unter anderem die beiden Wissenschaftler Qian Xuesen und Ren Xinmin tätig waren. Dort befasste man sich mit militärischen Raketen auf der Grundlage sowjetischer Technologie. Nach dem Bruch mit der Sowjetunion im Jahr 1960 arbeitete man dann eigenständig weiter. Am 5. November 1960 startete Chinas erste Kurzstreckenrakete Dongfeng 1, am 29. Juni 1964 die Mittelstreckenrakete Dongfeng 2.
Parallel dazu arbeitete man an zivilen Höhenforschungsraketen. Am 19. Februar 1960 startete die erste flüssigkeitsbetriebene Höhenforschungsrakete des Typs „T-7M“ vom Startplatz Laogang bei Shanghai.
Chinas erste Weltraumrakete war die auf der Dongfeng 2A basierende, dreistufige Trägerrakete Langer Marsch 1, chinesisch „Changzheng 1“, daher meist „CZ-1“ abgekürzt. Der erste Flug war am 16. November 1969 und dauerte 69 Sekunden bis zum Absturz.
Am 15. Februar 1996 ereignete sich auf dem Kosmodrom Xichang ein Fehlstart einer Rakete des Typs „CZ-3B“ mit einem Intelsat-Satelliten. Die Rakete schlug kurz nach dem Start in einem Berghang ein und viele Menschen kamen bei der Explosion ums Leben. Nach einem weiteren Fehlstart am 18. August 1996 kündigten mehrere internationale Kunden ihre bereits geschlossenen Verträge.
Chinas erste Feststoffrakete war die Kaituozhe 1. Sie erlitt 2002, 2003 – und wohl auch 2005 – nur Fehlstarts. Erst mit dem Nachfolgemodell Kaituozhe 2 gelang am 2. März 2017 ein erfolgreicher Flug, aber auch diese Rakete wurde nicht weiter eingesetzt. Die von derselben Firma hergestellten Feststoffraketen der Kuaizhou-Serie waren dagegen vom Erstflug am 25. September 2013 bis zum ersten Fehlstart am 10. Juli 2020 durchwegs erfolgreich.
Die ausgebrannten Stufen vieler chinesischer Trägerraketen sind bis zu einem gewissen Grad steuerbar, was im Jahr 2021 trotz einer starken Zunahme der Startzahlen zu einer deutlichen Reduzierung von durch herabstürzende Raketenteile verursachten Schäden führte.
Dennoch besteht ein gewisses, bewusst in Kauf genommenes Restrisiko, dass Raketenteile auf bewohntes Gebiet fallen. Nach dem Start einer Langer Marsch 5B im April 2021 berichteten die Medien weltweit über diese Gefahr; die Raketenstufe fiel dann am 9. Mai 2021 in den Indischen Ozean.
Die Häufigkeit der Starts entwickelte sich exponentiell. Vom Start des ersten Satelliten am 24. April 1970 dauerte es 37 Jahre, bis am 31. Mai 2007 die ersten 100 Trägerraketen der Marke „Langer Marsch“ gestartet waren. Der 200. Start erfolgte siebeneinhalb Jahre später am 7. Dezember 2014, der 300. vier Jahre und drei Monate später am 9. März 2019, und der 400. zwei Jahre und neun Monate später am 10. Dezember 2021.

### Satelliten
Im Rahmen des „Projekts 651“ erfolgte am 24. April 1970 der erste chinesische Satellitenstart. Mit einer CZ-1-Rakete wurde der Experimentalsatellit Dong Fang Hong I vom Kosmodrom Jiuquan in den Weltraum transportiert. 1975 gelang es erstmals, eine Nutzlast wieder auf die Erde zurückzuholen. Eine neue Rakete des Typs CZ-2C startete am 26. November des Jahres zu dieser Mission. Diese Fähigkeit war militärisch von Bedeutung, denn so konnte man Filmkassetten zurückholen und auswerten. Seit 1988 werden Wettersatelliten der Reihe Fengyun in geosynchrone oder in polare, sonnensynchrone Umlaufbahnen gebracht. Bekannt wurde die Serie durch einen erfolg- und folgenreichen chinesischen Antisatellitenraketentest.
Am 7. April 1990 erfolgte mit dem Start des Satelliten AsiaSat-1 der erste kommerzielle Satellitenstart. Er erfolgte vom Startzentrum Xichang aus mit einer Trägerrakete des Typs CZ-3.
Am 14. Oktober 1999 startete der erste Erdbeobachtungssatellit des China-Brazil Earth Resources Satellite Programs, weitere folgten. Seit 2006 werden Fernerkundungssatelliten vom Typ Yaogan Weixing gestartet. Gaofen 1, der erste Satellit des Hochauflösenden Erdbeobachtungssystems (CHEOS), startete am 26. April 2013.
Mit dem Double-Star-Projekt (ein gemeinsames Unternehmen mit der Europäischen Weltraumorganisation) wurden 2003/2004 erstmals rein wissenschaftliche Satelliten gestartet. Es folgten der Dark Matter Particle Explorer, das Hard X-ray Modulation Telescope und zahlreiche weitere Forschungssatelliten.
China verfügt auch über ein eigenes Satellitennavigationssystem namens „Beidou“. Die erste, lokale Ausbaustufe wurde 2003 in Betrieb genommen, Beidou 2 für den Asien-Pazifik-Raum 2012, und das weltweit nutzbare Beidou-3-System mit 5 Satelliten in geostationären Orbits, 27 in mittleren Orbits und 3 in geneigten geosynchronen Orbits am 31. Juli 2020.

### Bemannte Raumfahrt

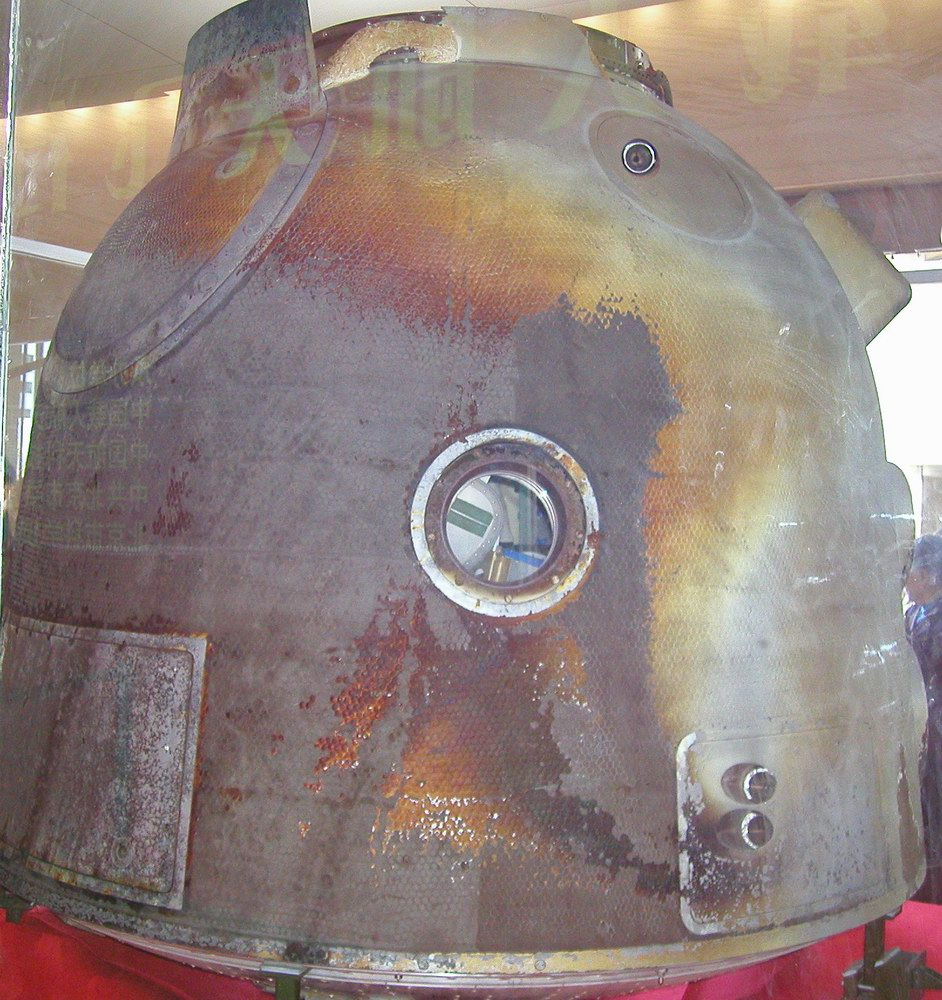
Die Landekapsel von Shenzhou 5

Erste Pläne für ein bemanntes Weltraumprogramm gab es seit 1966. Am 14. Juli 1970 wurde dann das Shuguang-Projekt gestartet, nach dem Datum „Projekt 714“ genannt. Das der amerikanischen Gemini-Kapsel ähnelnde Raumschiff sollte zwei Raumfahrer in den Weltraum transportieren, doch politische und ökonomische Gründe ließen das Projekt scheitern. Am 21. September 1992 fiel der Startschuss für das Bemannte Raumfahrtprogramm der Volksrepublik China, nach dem Datum auch bekannt als „Projekt 921“. Am 5. Januar 1998 wurde das Raumfahrerkorps der Volksbefreiungsarmee aufgestellt, und am 15. Oktober 2003 fand der erste bemannte Raumflug Chinas statt. An Bord des Raumschiffs Shenzhou 5 befand sich Yang Liwei, der einen 21-stündigen Flug absolvierte. Der erste Außenbordeinsatz war während Shenzhou-7-Mission durch den chinesischen Raumfahrer Zhai Zhigang am 27. September 2008.
An der Internationalen Raumstation ISS ist das Land durch ein Veto der USA nicht beteiligt China betrieb dafür in den 2010er Jahren zwei eigene Weltraumlabors. Tiangong 1 startete am 29. September 2011. Darauf folgte am 31. Oktober 2011 die unbemannte Mission Shenzhou 8, welche im Orbit erstmals ein Andockmanöver mit dem Raumlabor durchführte. Die nachfolgende bemannte Mission Shenzhou 9 startete am 16. Juni, um das Andockmanöver zu wiederholen und Tiangong 1 zu besetzen. Ihr folgte Shenzhou 10, die im Juni 2013 an die Station andockte. Am 2. April 2018 trat Tiangong 1 über dem Südpazifik in die Erdatmosphäre ein und zerbrach in mehrere Teile.
Das Raumlabor Tiangong 2 mit einem im Vergleich zu Tiangong 1 stark überarbeiteten Lebenserhaltungssystem wurde am 15. September 2016 gestartet und von der zweiköpfigen Besatzung von Shenzhou 11 ab dem 18. Oktober 2016 einen Monat lang betrieben. Danach wurde dort 2017 erstmals ein unbemanntes Versorgungsraumschiff vom Typ Tianzhou getestet. Im Juli 2019 wurde Tiangong-2 kontrolliert zum Absturz gebracht.
Am 29. April 2021 begann mit dem Start des Kernmoduls Tianhe der Bau der Chinesischen Raumstation. Anderthalb Jahre später, am 3. November 2022, hatte man die im Regelfall mit drei Raumfahrern besetzte Station um die Wissenschaftsmodule Wentian und Mengtian erweitert und damit die erste Ausbauphase abgeschlossen.
Die Station kreist in einer Höhe von etwa 400 km auf einer um 41,5° zum Äquator geneigten Bahn um die Erde, wobei sie für einen Umlauf gut 92 Minuten benötigt.

### Raumfahrtingenieure
Die maßgeblichen Akteure der chinesischen Raumfahrt werden heute in mehrere, relativ klar getrennte Generationen eingeteilt:
1. Wissenschaftler und Ingenieure, die im Ausland studiert hatten und meist erst nach der Gründung der Volksrepublik China 1949 in ihre Heimat zurückgekehrt waren (Qian Xuesen, Wang Xiji etc.)
2. Ingenieure, die häufig in der Sowjetunion studiert und in den 1950er und 1960er Jahren ihren Studienabschluss gemacht hatten (Qi Faren, Wang Yongzhi etc.)
3. Ingenieure, die nach dem Ende der Kulturrevolution 1976 ihren Studienabschluss gemacht und teilweise einige Zeit im westlichen Ausland verbracht hatten (Wu Weiren, Duan Baoyan etc.)[14]

Da die in der zweiten Hälfte der 2010er Jahre gegründeten privaten Raumfahrtunternehmen höhere Gehälter bezahlen, ist es für die staatlichen Firmen und Dienststellen nicht immer einfach, geeigneten Nachwuchs zu rekrutieren. Aber da die dort durchgeführten Großprojekte eine gewisse Anziehungskraft ausüben und die Abteilungsleiter – anders als in der Privatwirtschaft – darauf achten, dass zwischen den Missionen möglichst keine Überstunden geleistet werden, gelingt es mittlerweile, zu einer gleichmäßigeren Altersmischung zu kommen als in den teilweise chaotischen Jahren der frühen Volksrepublik.

Orbitale Raketenstarts der Volksrepublik China zwischen 1970 und 2023 (blau: Erfolg, rot: Störung). In den ersten Jahren wurde mit jeder Rakete nur ein Satellit ins All gebracht, während heute häufig mehrere Satelliten mit einer Rakete befördert werden. Bei den 39 Starts des Jahres 2020 waren es insgesamt 89 Raumflugkörper. In jenem Jahr betrug das Gesamtgewicht der Nutzlasten 103,06 t, was im Vergleich zu 2019 eine Zunahme von 29,3 % darstellte.

## Kosmodrome
China besitzt vier von der Strategischen Kampfunterstützungstruppe der Volksbefreiungsarmee betriebene Kosmodrome für Trägerraketen unterschiedlicher Versionen, dazu seit 2020 den Ostchinesischen Raumfahrthafen der China Aerospace Science and Technology Corporation (CASC) in Haiyang an der Südküste von Shandong für Seestarts kleinerer Feststoffraketen:
- Für geostationäre Satelliten: das Kosmodrom Xichang in der Provinz Sichuan.
- Für Satelliten auf sonnensynchronen und polaren Umlaufbahnen: das Kosmodrom Taiyuan in der Provinz Shanxi.
- Für Satelliten auf Umlaufbahnen mit mittlerer Inklination und für bemannte Flüge mit dem bemannten Raumschiff Shenzhou: das Kosmodrom Jiuquan in der Region Innere Mongolei. Es ist der älteste und größte Weltraumbahnhof Chinas; am 5. November 1960 startete von dort Chinas erste flüssigkeitsgetriebene Rakete Dongfeng 1.
- Für besonders schwere Nutzlasten und für Nutzlasten, die nicht in polare oder sonnensynchrone Erdumlaufbahnen gelangen sollen: das Kosmodrom Wenchang auf Hainan. Es ist der südlichste Weltraumbahnhof Chinas, liegt nur 19 Breitengrade vom Äquator entfernt und ging 2016 in Betrieb.
- Feststoffraketen vom Typ Langer Marsch 11H und Jielong-3 können von im Ostchinesischen Raumfahrthafen beheimateten Schiffen gestartet werden. Der erste Start von dort erfolgte am 15. September 2020.

## Aktuelle und zukünftige Entwicklung

### Raketenentwicklung
Die Chinesische Akademie für Trägerraketentechnologie entwickelt die Frachtrakete Langer Marsch 9 mit einer Nutzlast von 50 Tonnen für einen Transferorbit zum Mond sowie die Langer Marsch 10 für bemannte Flüge zum Mond.
Die staatliche ExPace GmbH entwickelt Feststoffraketen der Kuaizhou-Familie, das private Raumfahrtunternehmen Galactic Energy die Pallas-1.

### Programm zur Erforschung des Mondes
Das Programm der Nationale Raumfahrtbehörde Chinas zur Erforschung des Mondes besteht aus mehreren Phasen:
- Phase 1: Zuerst erfolgte die Entsendung der unbemannten Sonde Chang’e 1 in die Mondumlaufbahn. Der Start fand am 24. Oktober 2007 statt. Die Aufgabe der Sonde war eine Orbiter-Mission, dabei wurden Daten von der Oberfläche gewonnen. Eine zweite Sonde Chang’e 2 war als Orbiter unterwegs, verließ dann aber den Mond, um am Lagrangepunkt L2 zu verweilen, sie untersuchte anschließend (4179) Toutatis. Seither wird die Sonde im tiefen Raum betrieben und soll die Trackingfähigkeiten des Chinesischen Deep-Space-Netzwerk ausloten.

- Phase 2: 2013 landete die Sonde Chang’e 3 auf der Mondoberfläche. An Bord war Jadehase, ein Mondfahrzeug. Der Lander unternahm Experimente auf der Mondoberfläche, die Umgebungsbedingungen und das Mondgestein wurden analysiert. Der wichtigste Teil der Mission war aber die erstmalige Realisierung einer Landung auf der Mondoberfläche und die wissenschaftliche Erforschung. Im Juli 2006 arbeiteten ungefähr 20 Universitäten und Institutionen am Design des Mondrovers.[19] Am 3. Januar 2019 landete mit Chang’e 4 erstmals in der Geschichte der Menschheit eine Sonde auf der Rückseite des Mondes.

- Phase 3: Vorbereitend für die dritte Phase flog die Sonde Chang’e 5-T1 2014 einmal um den Mond und trat anschließend wieder in die Erdatmosphäre ein. 2020 sammelte die Rückkehrsonde Chang’e 5 Gesteinsproben auf dem Mond ein. Da sich in dem Material Uran befindet, sitzt in der neunköpfigen Kommission, die über die Vergabe von Bodenproben an Wissenschaftler aus dem In- und Ausland entscheidet, auch ein Vertreter der China National Nuclear Corporation.[20] Sollte es gelingen, Kernfusionsreaktoren für die Deuterium-Tritium-Reaktion zu entwickeln, könnte die Gewinnung und Anreicherung von Helium-3 vom Mond wirtschaftlich interessant werden.[21] Mit 1 kg 3He und 670 g 2H kann auf umweltfreundliche Art soviel Energie erzeugt werden, wie ein 1-MW-Kraftwerk in 19 Jahren produziert.[22]

### Erforschung des Sonnensystems

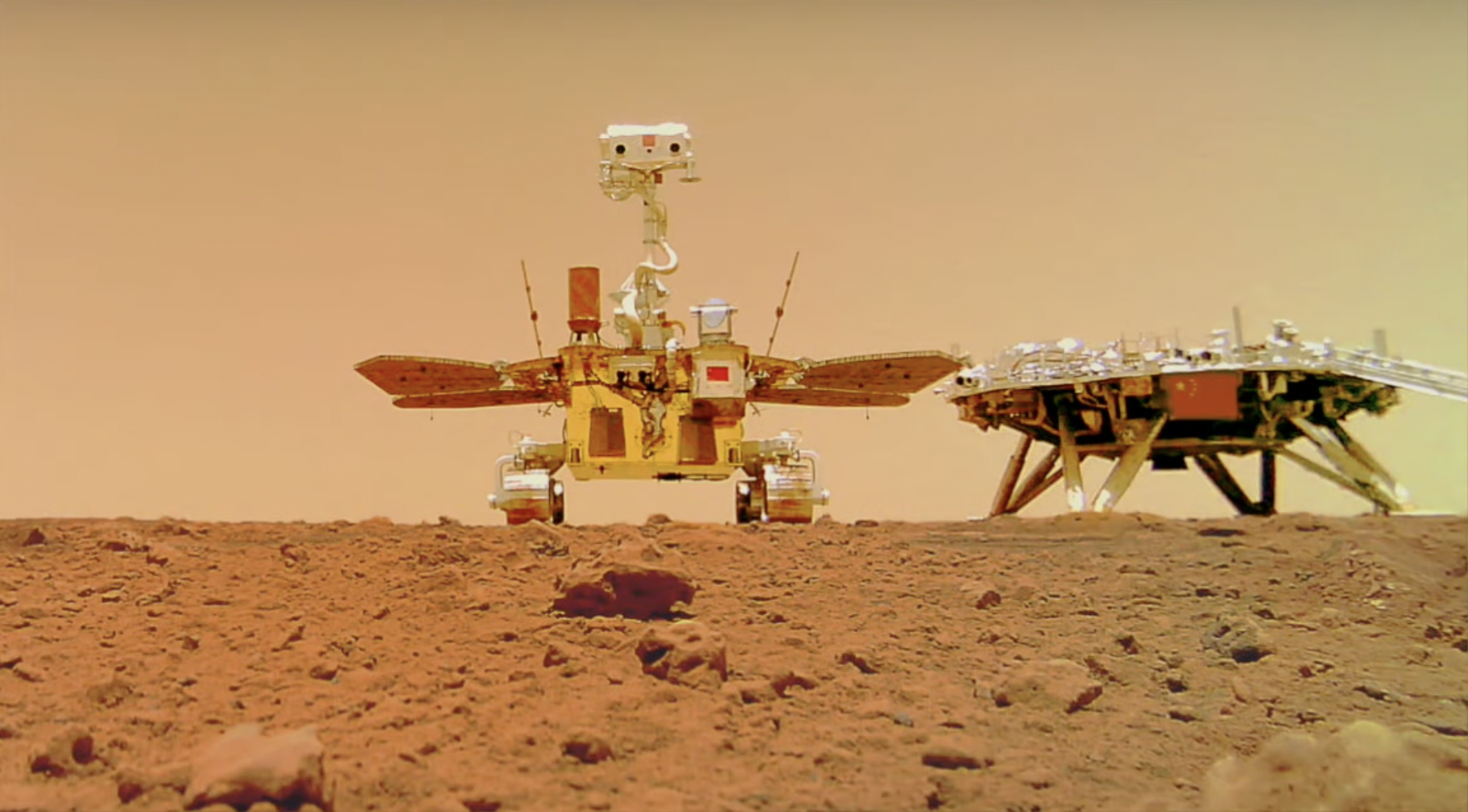
Der Marsrover Zhurong

Nach dem Start der Marssonde Tianwen-1 im Juli 2020 und der Landung von deren Rover Zhurong am 14. Mai 2021 sind bis zum Jahr 2030 noch drei Missionen zur Erforschung des Sonnensystems geplant:
- Eine kombinierte Mission zu dem erdnahen Asteroiden (469219) Kamoʻoalewa sowie dem Hauptgürtelkometen 311P/PANSTARRS im Jahr 2025.
- Eine Sample-Return-Mission zum Mars Anfang 2029.
- Eine Mission zur Erkundung des Jupiter, der äußeren Planeten und der Heliopause im Jahr 2030.[23]

Ursprünglich arbeiteten die Projektgruppen, die die jeweiligen Missionen vorbereiten, unabhängig voneinander im Zentrum für Monderkundungs- und Raumfahrt-Projekte der Nationalen Raumfahrtbehörde. Am 24. April 2020, dem 50. Jahrestag des Starts des ersten chinesischen Satelliten Dong Fang Hong I, wurde jedoch für interplanetare Missionen eine gemeinsame Organisationsstruktur eingeweiht, die „Chinesische Planetenerkundung“ bzw. „PEC“ (中国行星探测, Pinyin Zhōngguó Xíngxīng Tàncè), mit einem eigenen Logo, das die acht Planeten des Sonnensystems auf halben, wie ein „C“ aussehenden Bahnen zeigt. Das „C“ steht dabei laut der Nationalen Raumfahrtbehörde sowohl für „China“ als auch für „(International) Cooperation“ (zu den politischen Aspekten der chinesischen Raumfahrt siehe unten).
Die interplanetaren Missionen Chinas tragen nun alle den Namen „Tianwen“  (天问 bzw. „Himmelsfragen“), nach dem gleichnamigen, aus 183 Rätseln bestehenden Gedicht von Qu Yuan aus den „Elegien von Chu“,
gefolgt von einer Seriennummer, die nach Startdatum vergeben wird. Die im Juli 2020 gestartete Marsmission wurde daher „Tianwen-1“ genannt, die Asteroidenmission ist „Tianwen-2“, die Probenrückholmission zum Mars ist „Tianwen-3“ und die Jupitermission ist „Tianwen-4“.

## Finanzierung
Die chinesische Raumfahrt wurde ursprünglich allein aus dem Verteidigungshaushalt finanziert. Seit dem 1. Januar 2016 untersteht die gesamte Infrastruktur, vom Tiefraumnetzwerk über die Kosmodrome bis zur Hochschule für Raumfahrttechnik, wo das Personal für die Bodenstationen und Kosmodrome ausgebildet wird, der Strategischen Kampfunterstützungstruppe der Volksbefreiungsarmee. Die bemannte Raumfahrt untersteht der Zentralen Militärkommission, und „Nationale Raumfahrtbehörde Chinas“ ist die nach außen verwendete Bezeichnung für die Nationale Behörde für Wissenschaft, Technik und Industrie in der Landesverteidigung.
Mit dem Beginn der kommerziellen Satellitenstarts im Jahr 1990 kam dann zusätzliches Geld ins System. Bei solchen Starts fungiert die China Great Wall Industry Corporation (CGWIC), eine Tochtergesellschaft der China Aerospace Science and Technology Corporation, als Vermittler zwischen dem Kunden und dem militärisch-industriellen Komplex der Volksrepublik China. CGWIC kümmert sich um die Trägerrakete, arrangiert, falls der Kunde das wünscht, den Bau des Satelliten, dessen Versicherung sowie den Start. Der Kunde bekommt eine Paketlösung, bezahlt CGWIC, die das Geld wiederum an die Volksbefreiungsarmee und den Mutterkonzern weiterleitet.
Zahlreiche Raumfahrtprojekte kommen auch in den Genuss staatlicher Förderprogramme. Stand 2020 sind die wichtigsten davon:
- Fonds für nationale wissenschaftlich-technische Großprojekte (Mondprogramm, Marsprogramm, bemannte Raumfahrt)
- Weltraumwissenschaftliches Prioritätsprogramm (Forschungssatelliten wie GECAM)
- Nationale Stiftung für Naturwissenschaften (Grundlagenforschung und langfristige Vorplanungen wie für das Orbitale Sonnenkraftwerk)

Die China Aerospace Science and Technology Corporation, der Hauptauftragnehmer für die wissenschaftlich-technischen Groß- und Forschungsprojekte, ist durch dieses System ein durchaus profitables Unternehmen. Obwohl die Firma Dinge wie den Technologieerprobungssatelliten Shijian 20 aus Eigenmitteln vorfinanziert, konnte sie im Zeitraum 2015–2021 jedes Jahr über 8 % des Gesamtumsatzes als Reingewinn verbuchen. Ihre Schwesterfirma China Aerospace Science and Industry Corporation, die sich über diverse Tochterfirmen auf dem Markt für kommerzielle Satellitenstarts mit Feststoffträgerraketen betätigt, hatte damit weniger Erfolg – am 9. Januar 2020 gab die staatliche Marktüberwachungsbehörde eine offizielle Warnung vor der ExPace GmbH, der Herstellerfirma der Kuaizhou-Raketen heraus.

## Politische Aspekte

### Weißbücher und Programme
Im Rhythmus der Fünfjahrespläne, also 2011, 2016 etc., legt der Staatsrat der Volksrepublik China ein Weißbuch mit dem Titel „Chinas Raumfahrt 20xx“ vor. Darin wird das Erreichte der vergangenen fünf Jahre präsentiert und ein Ausblick auf die Projekte im neuen Fünfjahresplan geboten, die sich, wie zum Beispiel bei der bemannten Mondlandung oder der Erkundung des äußeren Sonnensystems, auch über mehrere Fünfjahrespläne erstrecken können. Private Raumfahrt, in die die Regierung Stand 2022 kaum eingreift, spielt in den Weißbüchern nur eine sehr untergeordnete Rolle.
Das derzeit aktuelle Weißbuch wurde am 28. Januar 2022 veröffentlicht.
Bei diesen Weißbüchern handelt es sich im Prinzip um Regierungserklärungen. Daneben gibt es aber auch sogenannte „Programme“ (工程, Pinyin Gōngchéng). Hierbei handelt es sich um rechtsverbindliche Dokumente, die Projekte wie den Bau einer ständig besetzten Raumstation oder die Erkundung des Mondes – teilweise über mehrere Jahrzehnte im Voraus – in einzelne Schritte zerlegt festschreiben. Dies gibt den beteiligten Firmen und Institutionen in Verbindung mit dem Fünfzehnjahresplan, aus dem diese Programme finanziert werden, eine große Planungssicherheit und ermöglicht eine verzahnte Entwicklung einzelner Projekte. So verwendete zum Beispiel die Marssonde Tianwen-1 für die Landung das autonome Hindernisvermeidungssystem der Mondsonde Chang’e 3, während bei Chang’e 7 die kombinierte Magnetfeldmessung durch Rover und Orbiter zum Einsatz kommt, wie sie für Tianwen-1 entwickelt wurde.
Hierbei ist zu beachten, dass die Programme nur in der Form gültig sind, wie sie vom jeweiligen Premierminister abgezeichnet wurden. So endet das Marsprogramm der Volksrepublik China in seiner Version vom 11. Januar 2016 mit einer unbemannten Rückkehrmission. Wenn zum Beispiel Zhang Bainan, Stellvertretender Technischer Direktor des bemannten Raumfahrtprogramms der Volksrepublik China und Parlamentsabgeordneter der KPCh, von einem bemannten Flug zum Mars spricht, so ist dies durchaus ernst zu nehmen, vor allem, weil man sich am Qian-Xuesen-Labor für Weltraumtechnologie, einem Staatsbetrieb, intensiv mit der Bewohnbarkeit und langfristig aufrechterhaltbaren Erkundung von Planeten auseinandersetzt. Stand 2020 war eine derartige Mission jedoch offiziell erst für 2120 angedacht.

### Chinesischer Traum und Raumfahrttraum
Kurz nach seiner Wahl zum Generalsekretär der Kommunistischen Partei Chinas im November 2012 prägte Xi Jinping während einer Besichtigung der Ausstellung „Weg zur Wiederbelebung“ im Chinesischen Nationalmuseum den Begriff „Chinesischer Traum“. Damit war zunächst einfach nur die Rückkehr Chinas zu alter Größe gemeint. Nach seiner Wahl zum Staatspräsidenten am 14. März 2013 wurde Xi jedoch schnell konkret und brachte Projekte wie die Neue Seidenstraße oder die Tiefgreifende Reform der Landesverteidigung und des Militärs auf den Weg. Am 11. Juni 2013, bei einem Treffen mit der Besatzung von Shenzhou 10 auf dem Kosmodrom Jiuquan, prägte Xi Jinping dann den Begriff „Raumfahrttraum“ (航天梦, Pinyin Hángtiān Mèng):
Die Raumfahrtindustrie zu entwickeln, China zur Raumfahrtmacht zu machen, das ist der Raumfahrttraum, den wir unermüdlich verfolgen.
Um diesen Gedanken in die Bevölkerung zu tragen und die Akzeptanz für die nicht unbeträchtlichen Kosten der Raumfahrt zu erhöhen, wurde am 24. April 2016, dem Jahrestag des Starts von Dong Fang Hong I, erstmals – und seitdem jedes Jahr – der „Tag der Raumfahrt“ (航天日, Pinyin Hángtiān Rì) begangen. Bei seiner Eröffnungsrede wiederholte Xi Jinping seine Aussage vom Juni 2013, erweitert um die Forschung:
Die unendlichen Weiten des Weltalls zu erkunden, die Raumfahrtindustrie zu entwickeln, China zur Raumfahrtmacht zu machen, das ist der Raumfahrttraum, den wir unermüdlich verfolgen.
Gleichzeitig rekurrierte Xi unter Verwendung von Mao-Zitaten auf die Gründerjahre, als China, beginnend mit Kernwaffen, Mittelstreckenraketen und dem ersten Satelliten den Weg der Wiederauferstehung aus eigener Kraft und der autochthonen Neuentwicklungen beschritt. Bereits am 4. Mai 2013, als er kurz nach seinem Amtsantritt als Präsident die Chinesische Akademie für Weltraumtechnologie besichtigte, hatte Xi betont, dass das Niveau der Weltraumtechnologie ein wichtiger Indikator für die reale Stärke eines Landes auf dem Gebiet von Wissenschaft und Technik sei, aber auch für die reale wirtschaftliche Stärke, für die innenpolitische Stärke eines Landes und für seine Stärke auf internationalem Parkett. „Der Chinesische Traum zieht den Raumfahrttraum nach sich, der Raumfahrttraum treibt den Chinesischen Traum voran.“
Seit der Wiederwahl Xi Jinpings am 17. März 2018 nahm der Stellenwert der Raumfahrt in der chinesischen Politik weiter zu. Hierbei setzt sich Xi Jinping zunächst von seinen Amtsvorgängern deutlich ab. Während zum Beispiel Anfang der 2000er Jahre in der Planungsphase des Mondprogramms unter Jiang Zemin ein aggressiver, militaristischer Tonfall vorherrschte – man sprach von „Stationierung“ einer ständigen Besatzung auf dem Mond, bei der Frage der Bodenschätze hieß es „wer zuerst kommt, mahlt zuerst“ – hatte sich dies ab 2018 deutlich geändert. Aus „Stationierung“ wurde „Heimat auf dem Mond“, Bodenschätze wurden nur noch am Rande erwähnt und man betonte die internationale wissenschaftliche Zusammenarbeit.
Mittlerweile ist die Raumfahrt ein reguläres Instrument der chinesischen Außenpolitik, sei es dass Entwicklungsländern kostenloser Nutzlastraum auf der Chinesischen Raumstation angeboten wird, sei es dass Industrienationen gegen eine Unkostenbeteiligung in Projekte wie die Mondproben-Rückholmission Chang’e 6 oder die Asteroidenmission Tianwen-2 eingebunden werden. Durch die Verknüpfung der Raumfahrt mit der Politik ändern sich allerdings auch die Regeln je nach der tagesaktuellen Situation. Während die Führung des bemannten Raumfahrtprogramms die NASA – gegen Widerstände in Teilen der chinesischen Bevölkerung – noch 2019 dazu eingeladen hatte, sich an der Chinesischen Raumstation zu beteiligen, wurde dies im April 2022 dahingehend relativiert, dass man nur mit Nationen zusammenarbeiten würde, die sich der friedlichen Nutzung des Weltalls verschrieben hätten.
Die Wortwahl in China selbst wurde wieder militaristisch, man sprach in Bezug auf das bemannte Mondprogramm von einer dreifach gestaffelten Struktur mit Erkundung in vorgeschobenen Stellungen (前沿探索; die Mondoberfläche), einer Frontbasis (前方基地; die Raumstation in einem entfernten rückläufigen Orbit um den Mond) und dem großen Hinterland (大后方; die Erde). Hierbei handelt es sich durchwegs um Begriffe aus dem Antijapanischen Krieg.
Auch für die chinesische Innenpolitik hat die Raumfahrt eine große Bedeutung. So wurden Techniker der in Wuhan ansässigen China Space Sanjiang Group Corporation (eine Tochterfirma des staatlichen Rüstungskonzerns CASIC) bereits am 18. März 2020, noch vor der offiziellen Öffnung der wegen der COVID-19-Pandemie abgeriegelten Stadt, zum Kosmodrom Jiuquan entsandt, um den Start einer Rakete vom Typ Kuaizhou-1A vorzubereiten, die zwei ebenfalls in Wuhan entwickelte und gebaute Satelliten für das Internet der Dinge in den Orbit befördern sollte.
Damit konnte die Regierung der eigenen Bevölkerung gegenüber Handlungsfähigkeit beweisen und einen Kontrast zu den tief in der Pandemie-Krise steckenden Staaten des Westens zeichnen (damals nahmen zum Beispiel in Italien die Infektionen rapide zu). Ein Schriftzug auf der den Ärzten und Krankenpflegern von Wuhan gewidmeten Rakete besagte: „Heldenhaftes Wuhan, großartiges China.“

### Verbot von Weltraumrennen
Ein Charakteristikum der chinesischen Raumfahrtpolitik, das durch die Jahrzehnte immer gleich blieb, ist das Verbot von Weltraumrennen.
Qian Xuesen hatte im August 1965 im Rahmen seines „Drei-Satelliten-Plans“ den Bau eines zur Erde zurückkehrenden Fernerkundungssatelliten vorgeschlagen, der als Basis für ein bemanntes Raumschiff dienen sollte. Nach dem Ausbruch der Kulturrevolution 1966 untersagte Premierminister Zhou Enlai den Wissenschaftlern jedoch explizit, in ein Weltraumrennen mit der Sowjetunion und den USA einzutreten, und ordnete an, sie sollten sich stattdessen auf die Entwicklung von Satelliten konzentrieren, die für den Aufbau des Landes nützlich waren.
Als im Juli 2020 anlässlich des Starts der Marssonde Tianwen-1 die Medien ein neues Weltraumrennen zwischen China und den USA sehen wollten, argumentierte die Führung der KPCh mit fast den gleichen Worten, dass die Verbesserung der Lebensverhältnisse im Land, insbesondere im Zeitalter nach der COVID-19-Pandemie, wesentlich wichtiger wäre als ein symbolischer Sieg über die USA im Weltall.
Als die chinesischen Medien die Probenrückholmission Chang’e 5 im Dezember 2020 als eine Vorstufe zu einer bemannten Mondlandung sahen, wurde dies von der Nationalen Raumfahrtbehörde zwar bestätigt, aber erneut betont, dass man sich diesbezüglich nicht in einem Weltraumrennen mit den USA befände, sondern Chinas eigene, langfristige Ziele verfolge. Bevor an eine bemannte Mondlandung zu denken wäre, müsste erst die Chinesische Raumstation im Erdorbit gebaut werden.

## Chinesische Raumfahrtkultur
Xi Jinpings Raumfahrttraum ist kein Traum im Sinne einer Vision, sondern eine politische Doktrin, bei der es neben den offensichtlichen Vorteilen von satellitengestützter Taifunwarnung – im Jahr 2022 lag bei Erdbeobachtungssatelliten einschließlich Wettersatelliten das Verhältnis von Investition zu Ertrag, also der Return on Investment, bei 1:10 – und Satellitennavigation für Zivilbevölkerung und Militär schlicht um die Schaffung von Arbeitsplätzen und Wirtschaftswachstum geht.
In China ist man mittlerweile an einem Punkt angelangt, wo zusätzliche Flugplätze und Straßen durch die Vernichtung von Ackerland etc. oft mehr Schaden als Nutzen bringen, und auch in den Ländern entlang der Neuen Seidenstraße wird in einigen Jahrzehnten das Potential für sinnvolle Infrastrukturprojekte ausgeschöpft sein. Das Weltall bietet hingegen durch seine unendlichen Weiten im Prinzip die Möglichkeit zu unbegrenztem Wachstum und stellt durch den Zwang zur ständigen Innovation bei den immer anspruchsvolleren Missionen sicher, dass es in China nicht zur Stagnation kommt wie 1433 nach der Einstellung der staatlichen Seefahrt, dem damaligen Äquivalent zur Raumfahrt.
Zusätzlich zu diesen politisch-wirtschaftlichen Erwägungen bildete sich in den vergangenen Jahrzehnten eine eigene, spezifisch chinesische Raumfahrtkultur heraus. Die ideologische Grundlage hierfür ist der sogenannte „Raumfahrtgeist“ (航天精神), der sich über postulierte Einflüsse aus zunächst drei, ab 2020 vier historischen Perioden legitimiert:
- Der „Geist der Gründerjahre“ (传统精神) bezieht sich auf die Gründung des 5. Forschungsinstituts des Verteidigungsministeriums am 8. Oktober 1956 und die Redewendung „Wiederauferstehung aus eigener Kraft“ (自力更生), die von dem Dichter Wen Yiduo am 10. Oktober 1944 bei einer Rede an der Vereinigten Südwest-Universität – Sun Yat-sen zitierend – geprägt,[51] von Mao Zedong am 13. August 1945 aufgegriffen[52] und von Nie Rongzhen am 8. Oktober 1956 erstmals im Zusammenhang mit Raketenbau verwendet wurde. Die von Vizepremier Nie ausgehandelte technologische Unterstützung durch die Sowjetunion 1957–1960 wurde immer nur als Zwischenlösung angesehen, und alle späteren Politiker, von Jiang Zemin bis Xi Jinping, verwendeten in ihren Reden diesen Ausdruck, um zu betonen, dass die Raumfahrt der Volksrepublik China in der Tradition der ersten Revolutionäre steht.

- Der „Geist von zwei Bomben und einem Satelliten“ (“两弹一星”精神) bezieht sich auf die Zeit ab 1957, als China – zunächst ebenfalls mit sowjetischer Unterstützung – Atom- und Wasserstoffbomben entwickelte und am 24. April 1970 mit der Trägerrakete Langer Marsch 1 den Propagandasatelliten Dong Fang Hong I ins All beförderte. Hierbei handelte es sich um zwei getrennte Programme, das „Projekt 596“ für die Kernwaffen und das „Projekt 651“ für die Raumfahrt. Am 18. September 1999 fasste jedoch Präsident Jiang Zemin, der wegen der großen innenpolitischen Schwierigkeiten, in denen sich China damals befand, einen Propagandaerfolg brauchte, die beiden Programme, die organisatorisch und praktisch nichts miteinander zu tun hatten, zusammen und schuf den Begriff „Zwei Bomben, ein Satellit“, ein gleichnamiger Orden wurde an 23 damals beteiligte Wissenschaftler und Ingenieure (Cheng Kaijia, Wang Xiji etc.) verliehen.[53] Auch hier verwendeten Jiangs Nachfolger immer wieder diesen Ausdruck, um zu betonen, welche technischen Leistungen auch während der Kulturrevolution (1966–1976) möglich waren.[54]

- Der „Geist der bemannten Raumfahrt“ (载人航天精神) bezieht sich auf das von Jiang Zemin – ebenfalls aus propagandistischen Gründen – am 21. September 1992 ins Leben gerufene Bemannte Raumfahrtprogramm der Volksrepublik China. Der Begriff als solcher wurde von Hu Jintao, Jiangs Nachfolger als Parteivorsitzender und Staatspräsident, am 7. November 2003 bei der Feier nach Yang Liweis erfolgreicher Rückkehr von Chinas erstem bemannten Raumflug geprägt.[55] Damit war China nun auf Augenhöhe mit den etablierten Raumfahrtnationen USA und Russland. Der Begriff wurde nicht nur von der Partei,[56] sondern auch vom Büro für bemannte Raumfahrt übernommen und wird bei jeder Mission verwendet, um den Einsatz und die Opferbereitschaft der beteiligten Techniker und Ingenieure zu würdigen.[57][58]

- Der „Geist der Monderkundung“ ist ein Begriff, der von Xi Jinping am 17. Dezember 2020 in einem anlässlich der erfolgreichen Bergung der von Chang’e 5 zurückgebrachten Bodenproben an die Führungsgruppe Monderkundungsprojekt geschickten Glückwunschtelegramm geschaffen wurde. Zu diesem Zeitpunkt waren die Planungen für die Internationale Mondforschungsstation bereits weit fortgeschritten, und so brachte Xi nun neben den üblichen Ausdrücken wie „den Traum verwirklichen“ und „kühn erkunden“ mit „gemeinsam die Festung erstürmen“ (协同攻坚) sowie „Zusammenarbeit und Doppelsieg“ (合作共赢) die internationale Zusammenarbeit als wichtigen Aspekt der Monderkundung ins Spiel. Die Internationale Mondforschungsstation wird nach chinesischem Verständnis unter chinesischer Führung gebaut,[59][60] in der formal-poetischen Beschreibung des Geists der Monderkundung sind jedoch die chinesischen und die internationalen Aspekte nach der Silbenzahl gleich gewichtet.[61][62]

Neben diesem Komplex, den man als „Revolutionsgeschichte“ bezeichnen könnte, rekurriert die von ihrem Selbstverständnis her durchaus kommunistische KPCh aber auch zunehmend auf Topoi aus Chinas Vergangenheit, also aus der Feudalgesellschaft. Bereits Mao Zedong hatte 1965, nach dem Start des Projekts 651, den Tang-Dichter Li Bai mit den Worten „Wir können zum Himmel hinaufsteigen und den Mond herunterholen“ zitiert – weswegen ein Teil der von Chang’e 5 vom Mond heruntergeholten Bodenproben nun in Maos Heimatgemeinde Shaoshan eingelagert wird.
Die völlige Abkehr von revolutionärer Terminologie wie bei den Trägerraketen Langer Marsch und Feng Bao 1 wurde von Jiang Zemin im November 1999 vollzogen, als er das bemannte Raumschiff der Volksrepublik China „Shenzhou“ taufte, also „Götterschiff“, ein Name, der – mit anderen Schriftzeichen – auch die traditionelle Bezeichnung für China als Kulturraum ist.
Im weiteren Verlauf ging man immer weiter in die Vergangenheit zurück. Die Mondsonden wurden nach der Göttin Chang’e aus der Östlichen Jin-Dynastie (317–420) benannt, die interplanetaren Sonden (Tianwen-1 etc.) nach einem Gedicht aus der Zeit der Streitenden Reiche (475–221 v. Chr.), und für den Bleikristallbehälter, in dem im Chinesischen Nationalmuseum Bodenproben vom Mond ausgestellt sind, nahm man ein Gefäß aus der Shang-Dynastie (18.–11. Jhd. v. Chr.) zum Vorbild, einem Sklavenhalterstaat mit regelmäßigen Menschenopfern.
Die Rückbesinnung auf die Vergangenheit spiegelt einen gesamtgesellschaftlichen Trend wider, wie er sich zum Beispiel auch in der zunehmenden Verwendung von traditionellen Schriftzeichen in der Werbung äußert. So findet heute die Namensgebung für Raumflugkörper nicht mehr einfach per Anordnung statt, sondern es werden zuerst Vorschläge aus der Bevölkerung gesammelt. Daraus trifft eine Expertenkommission eine Vorauswahl, aus der per Internet-Abstimmung die bei der Bevölkerung beliebtesten Namen ermittelt werden, aus denen die Expertenkommission schließlich den finalen Namen wählt. Mittlerweile hat die Chinesische Raumfahrtkultur (中国航天文化) viele Bereiche der Gesellschaft erfasst. Chinesische Kinder spielen nun nicht mehr mit Space-Shuttle-Modellen wie in den 1980er Jahren, sondern mit dem Weltraumlabor Tiangong 1. Es wird raumfahrtinspirierte Mode kreiert, und auch die chinesische Science Fiction hat seit Ni Kuang (倪匡, * 1935) große Fortschritte gemacht. Beispielhaft zu nennen wären hier die Trisolaris-Trilogie von Liu Cixin oder die Filme Die wandernde Erde und Die wandernde Erde II nach einer Kurzgeschichte desselben Autors.
Mit dem Beginn der bemannten Missionen zur Chinesischen Raumstation im Juni 2021 nahm das Interesse der breiten Öffentlichkeit an der Raumfahrt noch weiter zu. Das im Vergleich zu unbemannten Missionen stärkere Interesse sowohl der Medien als auch der Medienkonsumenten an der bemannten Raumfahrt ist ein internationales Phänomen. In China betreibt das Büro für bemannte Raumfahrt jedoch auch selbst intensive Öffentlichkeitsarbeit. Yang Liwei, Chinas erster Raumfahrer, und Huang Weifen, die Chefausbilderin der Raumfahrer, besuchen Gymnasien und werben für ein Studium der Luft- und Raumfahrttechnik, sowohl bei Jungen als auch bei Mädchen. Yang Liweis Aufsatz „Ein Tag im Weltall“ wurde ins Lesebuch der Gymnasien aufgenommen.
Gleichzeitig veröffentlicht das Büro für bemannte Raumfahrt auf seiner Webseite kurze, oft heitere Videoclips vom Alltag auf der Raumstation, die auf Sozialen Medien wie Sina Weibo oder Bilibili weiterverbreitet und kommentiert werden. Einer der 1800 Kommentare unter einem 860.000 Mal gesehenen Video von Tang Hongbo beim Verzehr eines Apfels während der Arbeit lautete in Anlehnung an Neil Armstrongs berühmten Ausspruch: „Das ist ein kleiner Bissen für einen Menschen, ein riesiger Bissen für die Menschheit.“
Mit einem ernsteren Hintergrund wurde am 29. September 2021 anlässlich des chinesischen Nationalfeiertags und des 100. Geburtstags der KPCh der Geist der bemannten Raumfahrt zusammen mit dem Geist der Monderkundung vom Zentralkomitee der Kommunistischen Partei Chinas in den Kanon der kommunistischen Tugenden (中国共产党人精神谱系) aufgenommen, wo die Raumfahrt nun neben dem Geist des Langen Marsches und dem Geist von Yan’an steht.
Hierbei handelt es sich zunächst um eine rein parteiinterne Angelegenheit. Die Finanzierung von Raumfahrtprojekten aus den verschiedenen Förderprogrammen wird in China auch nicht von Politikern beschlossen, sondern von Expertenkommissionen. Da die KPCh aber im Nationalen Volkskongress über eine solide Zweidrittelmehrheit verfügt und zum Beispiel auch die Gesellschaft des 3. September als Professorenpartei die Raumfahrt vorbehaltlos unterstützt, erhöht dieser Schritt des Zentralkomitees die Planungssicherheit für langfristige Projekte wie das Bemannte Monderkundungsprogramm.

## Akzeptanz
In China absolvierten 2017 rund 4,7 Millionen Studierende, also gut 0,3 % der damaligen Gesamtbevölkerung von 1,39 Milliarden, ein MINT-Studium, während diese Quote in der EU bei etwas über 0,2 % lag.
Diese Technik-Affinität existiert in China bereits seit Beginn des 20. Jahrhunderts, noch vor der Xinhai-Revolution, als zum Beispiel Studenten wie Liu Zuocheng (刘佐成, 1883–1943) und Li Baojun (李宝焌, 1886–1912) nach Japan geschickt wurden, um Luftfahrttechnik zu studieren und nach ihrer Rückkehr jene Fabrik aufzubauen, die die Keimzelle der heutigen Akademie für Trägerraketentechnologie wurde.
In den vergangenen hundert Jahren wurde das Interesse an Technik von allen Regierungen, egal welcher politischen Couleur, gefördert, sei es durch die Vermittlung von Stipendien aus der Boxerentschädigung – auf diese Art kamen die späteren Raumfahrtpioniere Qian Xuesen und Zhao Jiuzhang 1935 an das Massachusetts Institute of Technology bzw. die Friedrich-Wilhelms-Universität zu Berlin – sei es durch mediale Begleitung, zuerst durch Presse und Wochenschau,
heute durch den Wissenschaftssender CCTV-10 und vor allem über den Nachrichtensender CCTV-13, der ausführlich über Satellitenstarts und Raumfahrtprojekte berichtet. All dies führt dazu, dass die Akzeptanz für Raumfahrtprojekte und deren Kosten in China generell höher ist als in anderen Industrienationen.
Hilfreich hierbei ist, dass man heute Projekte nach Möglichkeit in kleine Schritte zerlegt und dadurch in relativ kurzen Abständen immer wieder Zwischenerfolge vermelden kann. So kreiste zum Beispiel bei der Marsmission Tianwen-1 der Orbiter erst drei Monate um den Planeten, wo er spektakuläre Bilder liefern konnte, bevor man die riskante Landung versuchte.
Ein Beispiel, wo diese Methode nicht gelang, ist das sogenannte „Lauschprojekt“ zur Erkundung potentiell bewohnbarer Exoplaneten mit einem aufwendigen Weltraumteleskop. Kaum dass das Projekt am 13. Dezember 2019 von der Gruppe „Unser Weltraum“ (我们的太空, eine von der Parteizeitung Renmin Ribao, der amtlichen Nachrichtenagentur Xinhua, CCTV und dem Verteidigungsministerium der Volksrepublik China gemeinsam betriebene Propagandaorganisation)
einer breiteren Öffentlichkeit vorgestellt wurde, regte sich im Internet heftiger Widerspruch. Kritisiert wurde häufig, dass sich China hier ein nur am Prestige orientiertes Weltraumrennen mit dem Large UV Optical Infrared Surveyor und dem Habex-Weltraumteleskop der NASA liefern und sich dabei von der internationalen Gemeinschaft abkoppeln würde.
Das Geld sollte lieber zur Verbesserung des Schulsystems auf dem Land oder die Erkundung der irdischen Ozeane ausgegeben werden.
Unter Verweis auf Deng Xiaopings Rentenlüge von 1985, die zwanzig Jahre später von der Realität eingeholt wurde, wurde bemängelt, dass bei einem vorgesehenen und mutmaßlich nicht stattfindenden Start des Teleskops im Jahr 2045 die heute Verantwortlichen nicht mehr zur Rechenschaft gezogen werden könnten.
Selbst die Verschwörungstheorie, dass sich die Kader hier auf Kosten des Steuerzahlers, der sich das tägliche Schweinefleisch nicht mehr leisten konnte, einen Planeten suchten, auf den sie sich von der nach einem Endkampf mit den USA zerstörten Erde zurückziehen konnten, wurde vorgebracht.
Die Vorwürfe gingen zum Teil an der Realität vorbei – die chinesische Methode, mit mehreren kleinen Teleskopen eine synthetische Apertur von 200 m zu erzeugen, ist grundlegend anders als der 15-m-Spiegel des LUVOIR; ausländische Wissenschaftler wurden explizit eingeladen, an dem Projekt mitzuarbeiten. Obwohl sich 2018 die Förderrichtlinien für Grundlagenforschung geändert hatten – die Forschung sollte, wenn auch langfristig, der Wirtschaft zugutekommen – wurde im Juli 2020 die Einrichtung eines Schwerpunktlabors für das Projekt genehmigt.
Im Dezember 2022 wurde der Start des Teleskops auf 2030 vorgezogen.

## Private Raumfahrt
Seit Ende 2014 ist es privaten Kapitalgebern gestattet, auf dem Markt für Trägerraketen und Kleinsatelliten aktiv zu werden, Ende 2022 gab es in China 433 private Raumfahrtunternehmen.
Am 7. Mai 2021 wurde allerdings Herstellung und Betrieb von Kleinsatelliten zwischen 500 und 1000 kg von der Nationalen Behörde für Wissenschaft, Technik und Industrie in der Landesverteidigung und der Abteilung für Waffenentwicklung der Zentralen Militärkommission in einem gemeinsamen Erlass stark reguliert, wobei es vor allem um verpflichtende Maßnahmen zur Weltraummüll-Vermeidung und die Vermeidung von Kollisionen im Orbit ging.
Angesichts der zunehmenden Zahl von Trägerraketenstarts privater Raumfahrtunternehmen – wovon Stand 2023 allerdings nur Galactic Energy mit der Ceres-1 über einen längeren Zeitraum erfolgreich war – legte die Wehrtechnik-Behörde am 23. Februar 2023 in einer weiteren Verordnung fest, dass für eine Startgenehmigung eine Bestätigung über eine gültige Versicherung durch eine dritte Partei, ein Rekognoszierungsbericht über das Gebiet, in das ausgebrannte oder wiederzuverwendende Raketenstufen oder Landekapseln stürzten sowie vollständige und genaue Informationen über die Nutzlasten und deren angestrebte Orbitaldaten vorzulegen waren. Maßnahmen für den Wiedereintritt von Endstufen waren vorzusehen. Dieselben Vorschriften galten auch für Höhenforschungsraketen und suborbitale Fluggeräte.